# アンドリュー・バルモン
アンドリュー・オーランド・バルモン（Andrew Orlando Valmon、1964年4月9日 ‐ ）は、アメリカ合衆国・ニューヨーク出身の元陸上競技選手。専門は短距離走の400m。1992年バルセロナオリンピック男子4×400mリレーの金メダリスト。4×400mリレーの世界記録保持者。現在はメリーランド大学カレッジパーク校において陸上チームのヘッドコーチを務める。

## 経歴
1988年8-9月、オリンピックの男子4×400mリレーでアメリカチームの1走を務め、予選と準決勝の通過に貢献した（決勝は未出場）。
1991年3月、セビリア世界室内選手権の男子4×400mリレー決勝ではアメリカチームの3走を務め（1走Raymond Pierre、2走チップ・ジェンキンス、4走アントニオ・マッケイ）、45秒5のスプリットをマークして銀メダル獲得に貢献した。決勝でアメリカがマークした3分03秒24は北中米カリブ海新記録（当時）の好タイムだったが、3分03秒05の室内世界新記録（当時）を樹立したドイツには0秒19及ばなかった。
1991年8-9月、東京世界選手権の男子400mではファイナリストになったが、メダルには0秒46届かず5位に終わった。男子4×400mリレー決勝ではアメリカチームの1走を務め（2走クインシー・ワッツ、3走ダニー・エベレット、4走アントニオ・ペティグルー）、44秒9のスプリットをマークして銀メダル獲得に貢献したが、優勝したイギリスとはわずか0秒04差だった。
1992年8月8日、バルセロナオリンピックの男子4×400mリレー決勝でアメリカチームの1走を務め（2走クインシー・ワッツ、3走マイケル・ジョンソン、4走スティーブ・ルイス）、44秒5のスプリットをマークして金メダル獲得に貢献した。優勝タイムの2分55秒74は、1988年にアメリカがマークした2分56秒16を更新する世界新記録（当時）となった。
1993年8月22日、シュトゥットガルト世界選手権の男子4×400mリレー決勝でアメリカチームの1走を務め（2走クインシー・ワッツ、3走ブッチ・レイノルズ、4走マイケル・ジョンソン）、44秒5のスプリットをマークして金メダル獲得に貢献した。優勝タイムの2分54秒29は、昨年マークした2分55秒74を更新する世界新記録となった。

## 自己ベスト
記録欄の（　）内の数字は風速（m/s）で、+は追い風を意味する。
| 種目    | 記録      | 年月日        | 場所                         | 備考                                   |
| 屋外    | 屋外      | 屋外          | 屋外                         | 屋外                                   |
| ------- | --------- | ------------- | ---------------------------- | -------------------------------------- |
| 200m    | 21秒00    | 1987年5月3日  | ビラノバ                     |                                        |
| 300m    | 32秒04    | 1990年9月3日  | ヘレス・デ・ラ・フロンテーラ |                                        |
| 400m    | 44秒28    | 1993年6月19日 | ユージーン                   |                                        |
| 4x400mR | 2分54秒29 | 1993年8月22日 | シュトゥットガルト           | 世界記録 アメリカチーム1走             |
| 室内    |           |               |                              |                                        |
| 400m    | 45秒97    | 1991年2月10日 | ボストン                     |                                        |
| 500m    | 1分01秒24 | 1990年1月21日 | ボストン                     |                                        |
| 4x400mR | 3分03秒24 | 1991年3月10日 | セビリア                     | 元北中米カリブ海記録 アメリカチーム3走 |

## 主要大会成績
備考欄の記録は当時のもの
| 年   | 大会                      | 場所                 | 種目    | 結果   | 記録            | 備考               |
| ---- | ------------------------- | -------------------- | ------- | ------ | --------------- | ------------------ |
| 1988 | オリンピック              | ソウル               | 4x400mR | 準決勝 | 3分02秒84 (1走) | 決勝進出           |
| 1990 | グッドウィルゲームズ (en) | シアトル             | 400m    | 3位    | 45秒46          |                    |
| 1990 | グッドウィルゲームズ (en) | シアトル             | 4x400mR | 優勝   | 2分59秒54 (3走) | 大会記録           |
| 1991 | 世界室内選手権            | セビリア             | 4x400mR | 2位    | 3分03秒24 (3走) | 北中米カリブ海記録 |
| 1991 | 世界選手権                | 東京                 | 400m    | 5位    | 45秒09          |                    |
| 1991 | 世界選手権                | 東京                 | 4x400mR | 2位    | 2分57秒57 (1走) |                    |
| 1992 | オリンピック              | バルセロナ           | 4x400mR | 優勝   | 2分55秒74 (1走) | 世界記録           |
| 1993 | 世界選手権                | シュトゥットガルト   | 4x400mR | 優勝   | 2分54秒29 (1走) | 世界記録           |
| 1993 | グランプリファイナル (en) | ロンドン             | 400m    | 6位    | 45秒25          |                    |
| 1994 | グッドウィルゲームズ (en) | サンクトペテルブルク | 4x400mR | 優勝   | 2分59秒42 (2走) | 大会記録           |
| 1994 | グランプリファイナル (en) | パリ                 | 400m    | 5位    | 45秒43          |                    |